# NGC 4918
NGC 4918 este o galaxie spirală situată în constelația Fecioara. A fost descoperită în 1886 de către Francis Leavenworth.